# Allison Tranquilli
Allison Tranquilli (12 de agosto de 1972) é uma ex-basquetebolista profissional australiana, medalhista olímpica.

## Carreira
Allison Tranquilli integrou a Seleção Australiana de Basquetebol Feminino, em Atenas 2004, conquistando a medalha de prata.